# Primaire présidentielle française de l'écologie de 2016
La primaire de l'écologie de 2016 se déroule en octobre et novembre pour désigner le candidat d'Europe Écologie Les Verts (EELV) à l'élection présidentielle française de 2017.

## Modalités du scrutin

Logo de la primaire de l'écologie.

Pour être candidat, il faut être parrainé par 36 conseillers fédéraux (les « parlementaires » d'EELV), sur un total de 240. Les candidatures étaient ouvertes jusqu'au 31 août.
Les dirigeants d'EELV espéraient avoir des candidats issus de la société civile.
Calendrier du scrutin (scrutin majoritaire à deux tours) :
- Samedi 1er octobre : arrêté du corps électoral
- Lundi 17 octobre : date limite de vote du premier tour
- Mercredi 19 octobre : dépouillement du premier tour
- Vendredi 4 novembre : date limite de vote du second tour
- Lundi 7 novembre : dépouillement du second tour

## Candidats
La presse présente Cécile Duflot comme la favorite du scrutin et l'organisation de la primaire comme une nécessité due au fait qu'elle n’a pas réussi à s’imposer comme candidate naturelle.
La chercheuse Vanessa Jérôme relève que « c’est la première fois dans l’histoire du parti vert que tous les candidats sont des professionnels de la politique » et qu'ils « sont tous encartés » — le parti écologiste ayant toujours organisé des primaires depuis sa création.

### Candidats ayant échoué à réunir les parrainages
Les personnes suivantes se sont officiellement déclarées candidates mais n'ont pas réussi à obtenir les 36 soutiens de conseillers fédéraux :
- Gérard Charollois, avocat anti-chasse, avait annoncé sa candidature dans le cadre d'une primaire écologiste[30],[31], ce qu'il confirme après l'annonce de la tenue de la primaire[32],[33] ;
- Olivier Lafond, consultant en business, communication et management international et membre du bureau exécutif parisien d'EELV[34] ; membre de la Ligue des droits de l'homme.
- Jean-Marie Matagne, président de l'Action des citoyens pour le désarmement nucléaire[35] ;
- Thierry Schaffauser, travailleur du sexe, ex-acteur pornographique, syndicaliste[36], qui s'est retiré en cours de campagne ;
- Pierre Schwarz[37], ingénieur, chef d'entreprise, réalisateur de courts métrages d'animation[38] et rédacteur du projet Imagine[39].

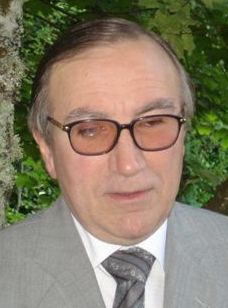
Gérard Charollois
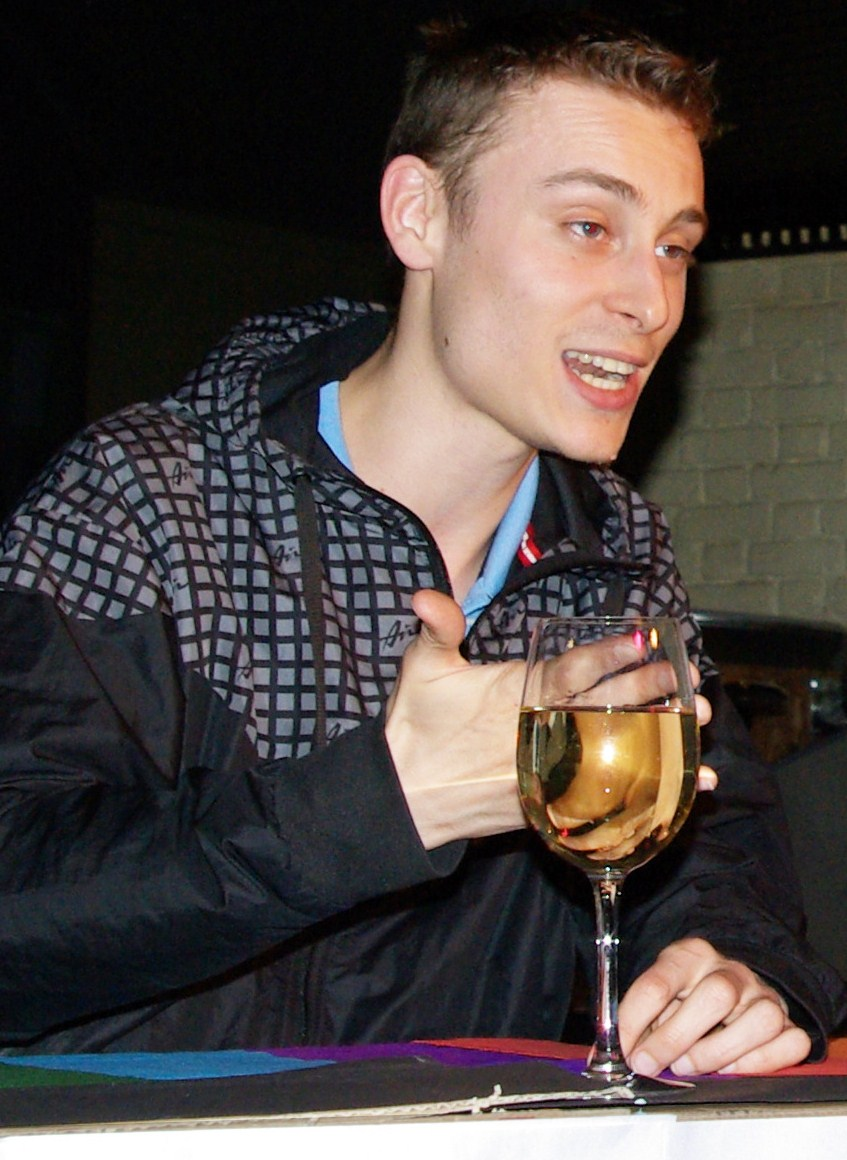
Thierry Schaffauser

### Personnalités ayant renoncé à se présenter
Les personnes suivantes ont exprimé leur intention de se présenter avant de se retirer :
- Nicolas Hulot, candidat à la primaire présidentielle écologiste de 2011, n'écarte pas la possibilité de se présenter de nouveau, mais cette fois sans passer par une primaire[40]. Sa décision est temporairement négative au printemps 2016[41]. Il prévoit de donner une décision définitive à la fin de l'année 2016[42]. Selon un sondage publié en mai 2016 par Le Parisien, 31 % des Français souhaiteraient que Nicolas Hulot se présente à l'élection présidentielle, et 24 % seraient prêts à voter pour lui[43]. Une pétition réclamant sa candidature réunit 50 000 signatures en juin 2016[44]. David Cormand, secrétaire national d'Europe Écologie Les Verts, souhaite la candidature de Nicolas Hulot, sans quoi « il n'y aurait pas de candidature de l'écologie du tout » selon lui[45]. Le Parti communiste français a donné pour consigne à ses élus locaux de situer Nicolas Hulot comme le choix numéro 2 (après le secrétaire national du parti Pierre Laurent) pour l'attribution des parrainages[46],[47]. Le 4 juillet, il annonce qu'il renonce à se présenter[48], malgré un soutien éventuel de Cécile Duflot[49], Yannick Jadot[50], Noël Mamère[51], Michèle Rivasi[52] et Antoine Waechter[53].
- Noël Mamère, député de la troisième circonscription de la Gironde, maire de Bègles et candidat des Verts à l'élection présidentielle en 2002. Il annonce le 6 juillet ne pas vouloir se présenter[54].

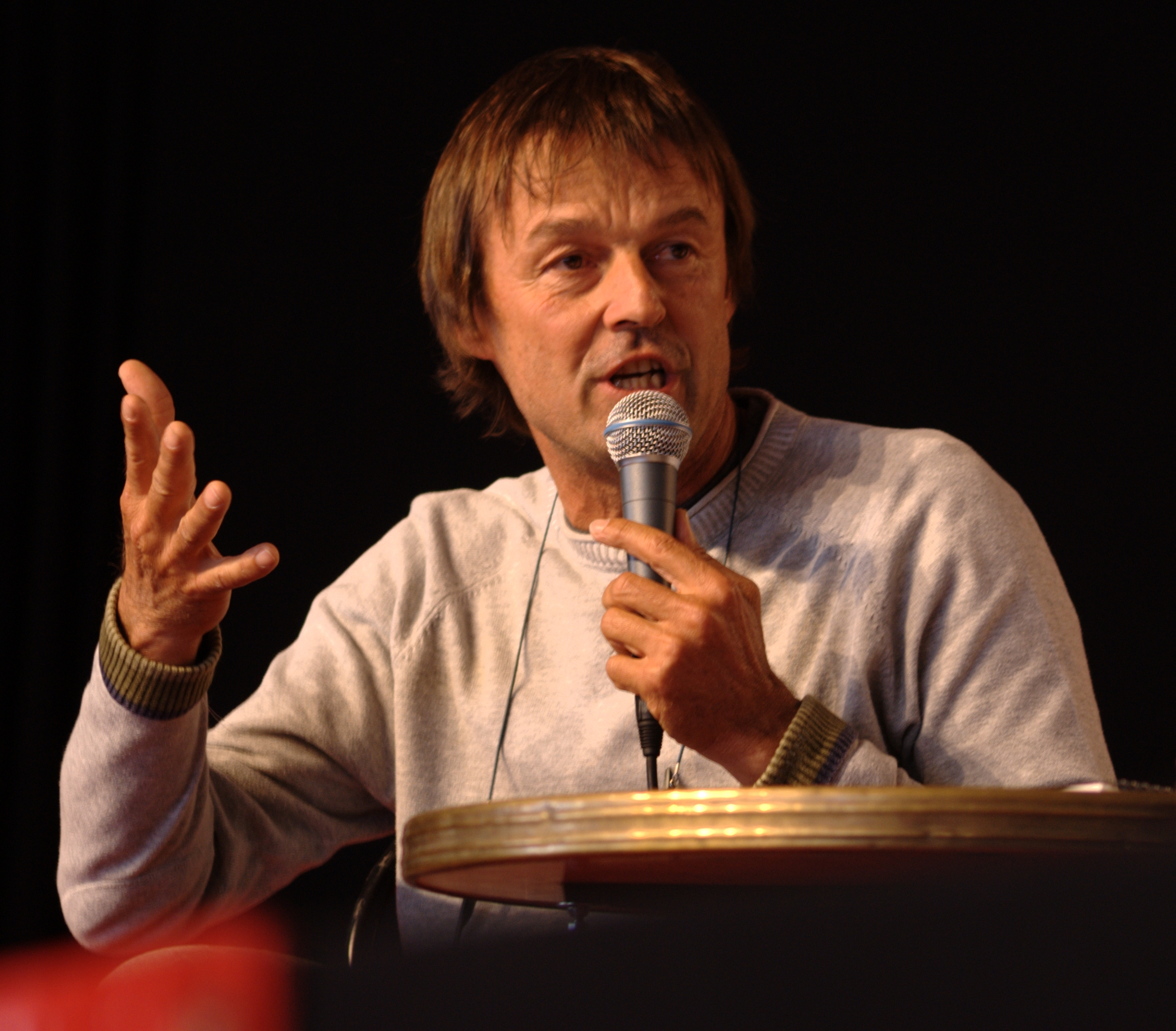
Nicolas Hulot
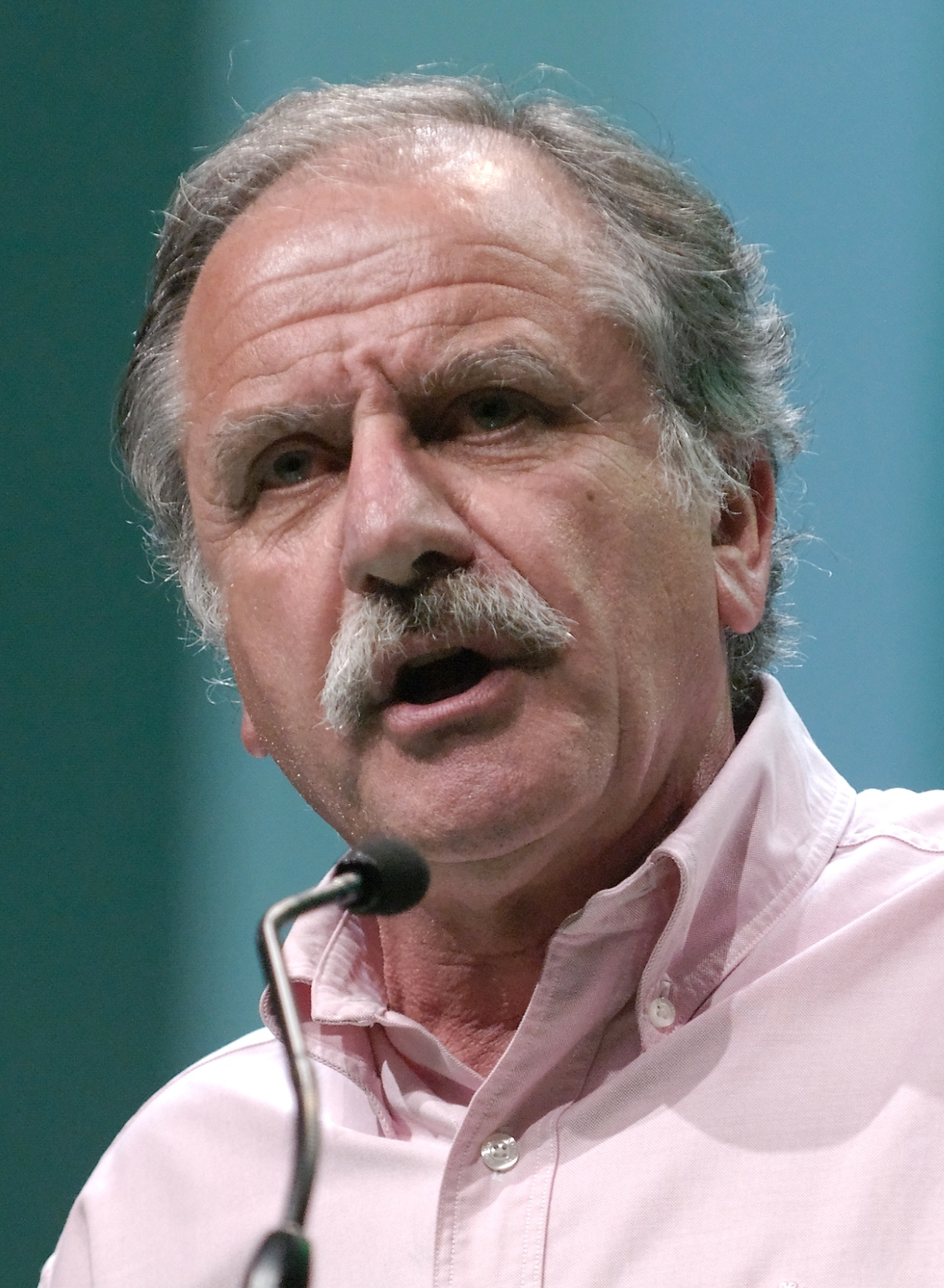
Noël Mamère

D'autres personnes ont été évoquées par les médias et les membres d'EELV :
- Julien Bayou, porte-parole d'EELV[55] ;
- José Bové, candidat à la présidentielle en 2007 et député européen[2] ;
- Caroline De Haas, militante féministe[55] ;
- Pierre Larrouturou, ancien président du parti Nouvelle Donne[55].

Julien Bayou
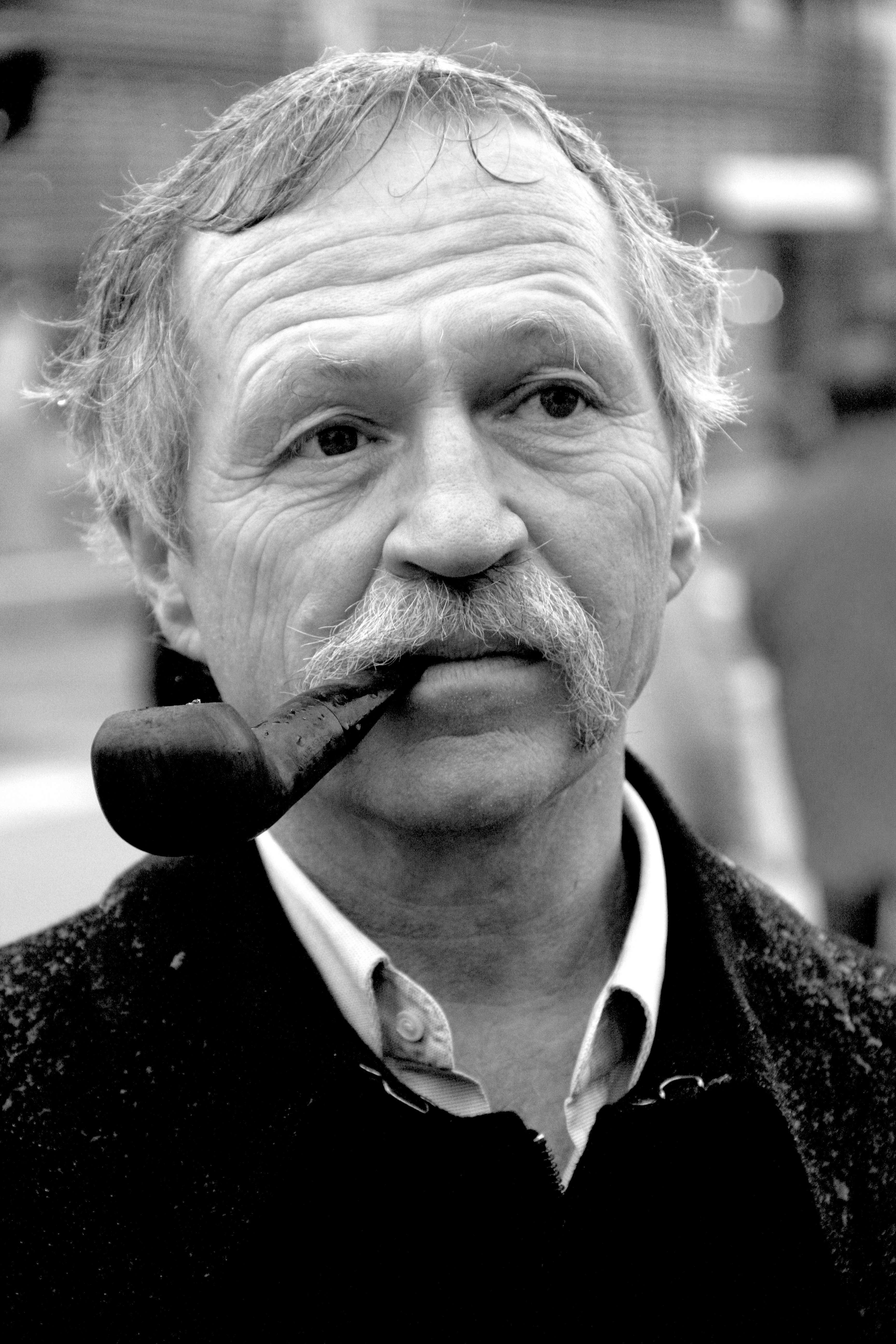
José Bové
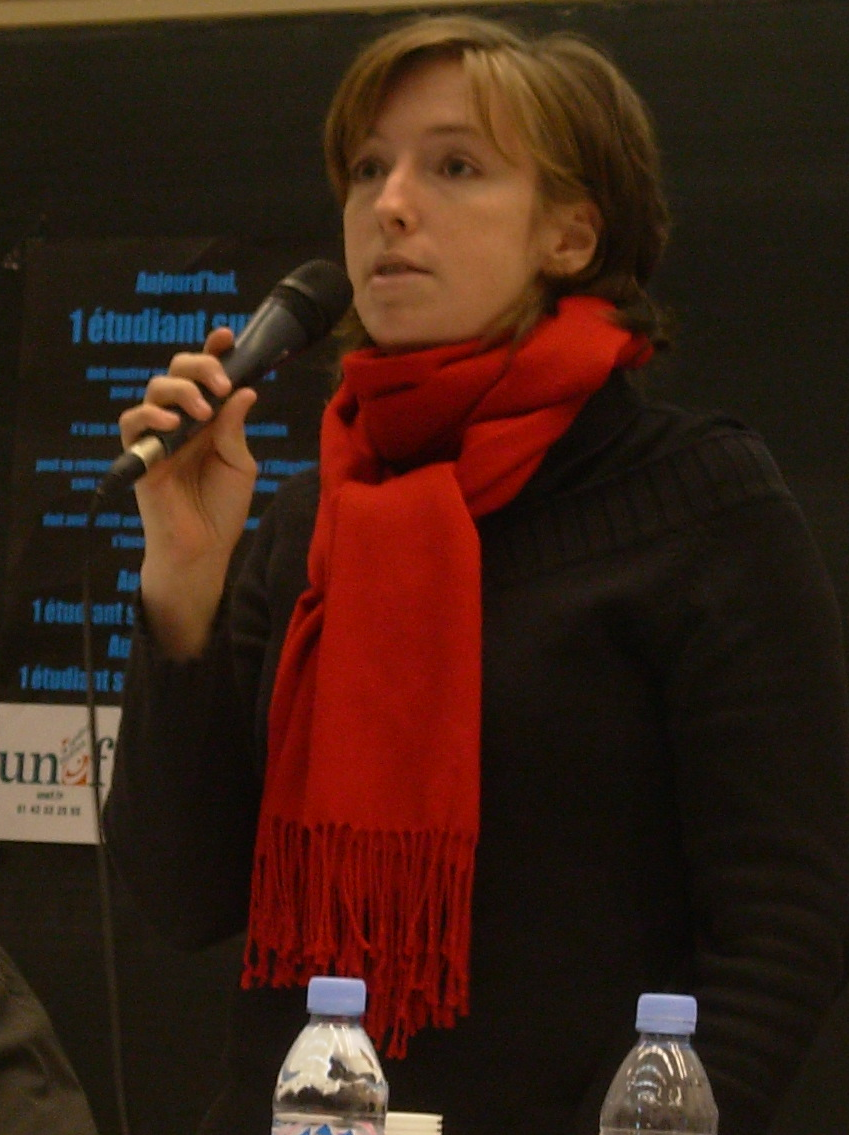
Caroline De Haas
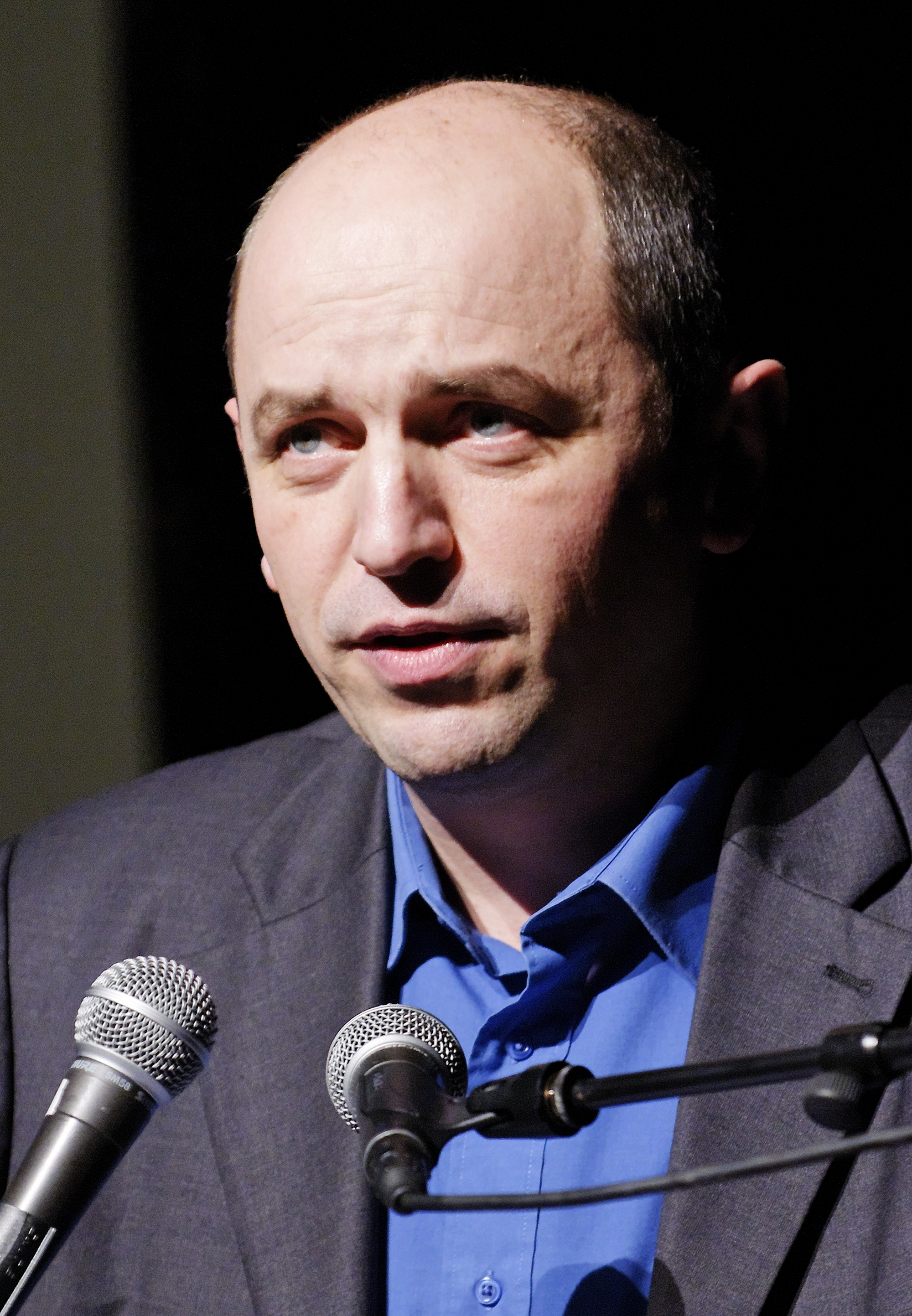
Pierre Larrouturou

## Chronologie
|  | Candidat élu                                     |
|  | Campagnes abandonnées ou candidat éliminé        |
|  | Annonce de la tenue de la primaire               |
|  | Fin de dépôt des candidatures et des parrainages |
|  | Annonce des résultats du premier tour            |
|  | Second tour                                      |

## Électorat

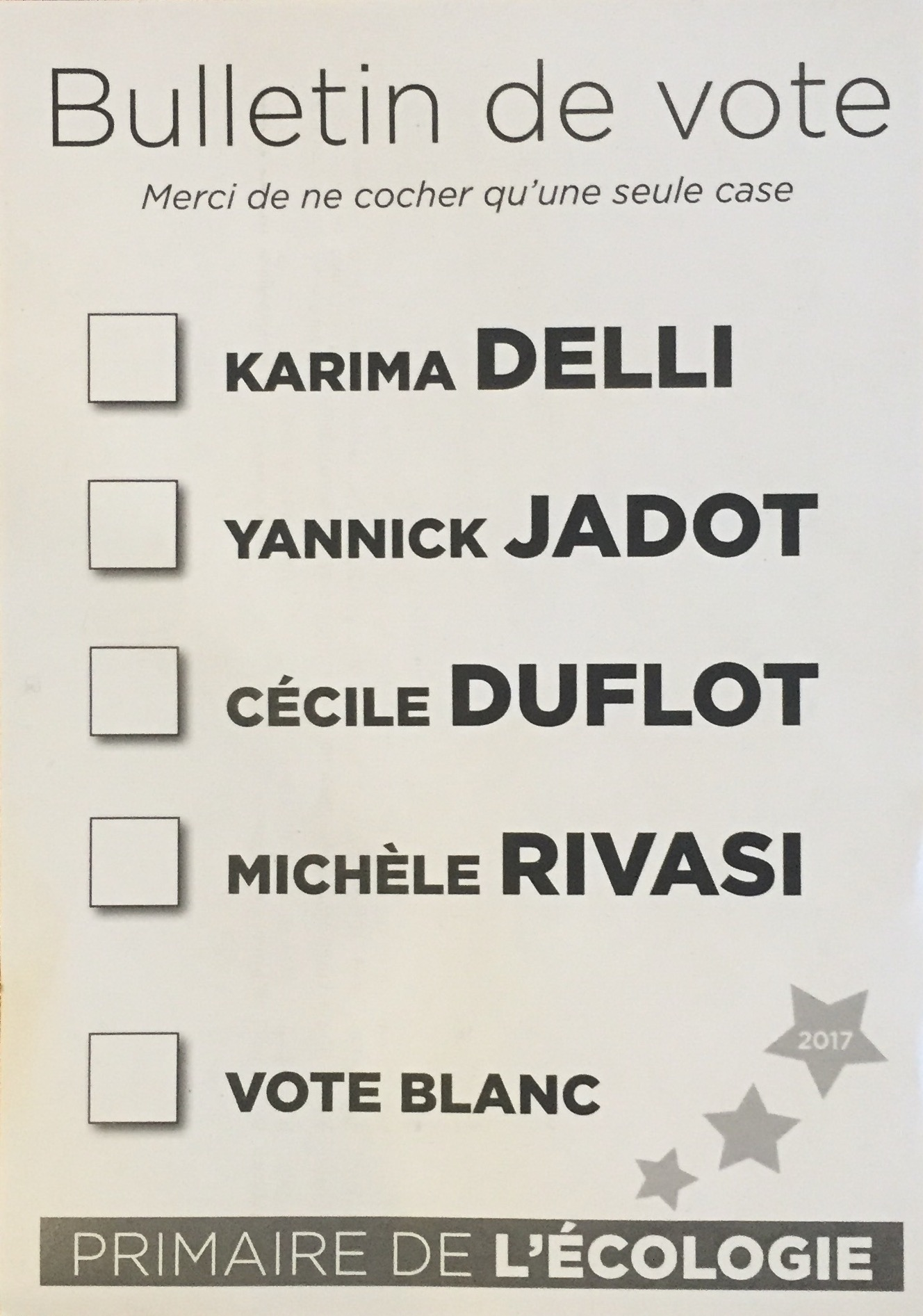
Bulletin de vote vierge utilisé lors du premier tour de la primaire.

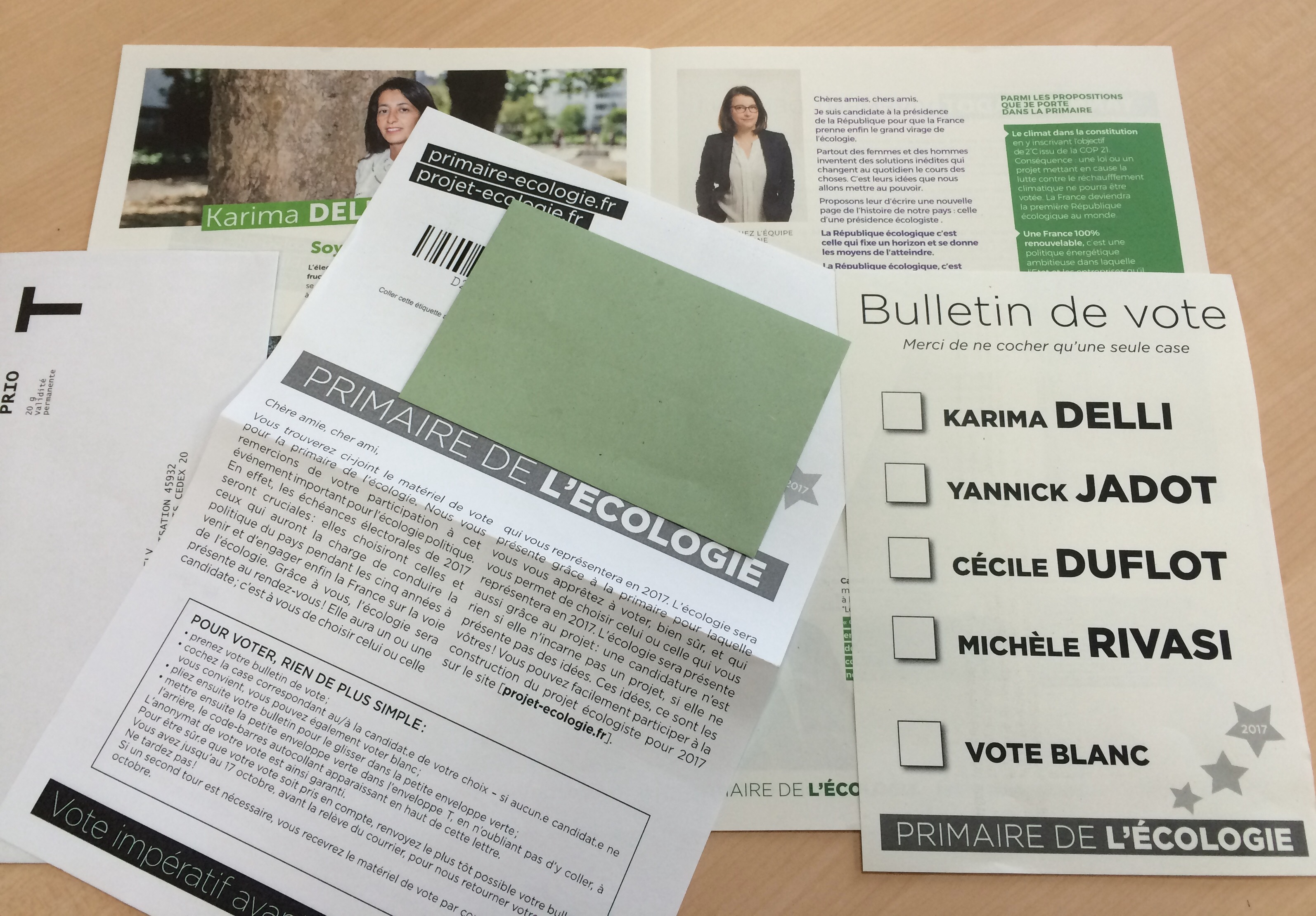
Matériel de vote pour le premier tour.

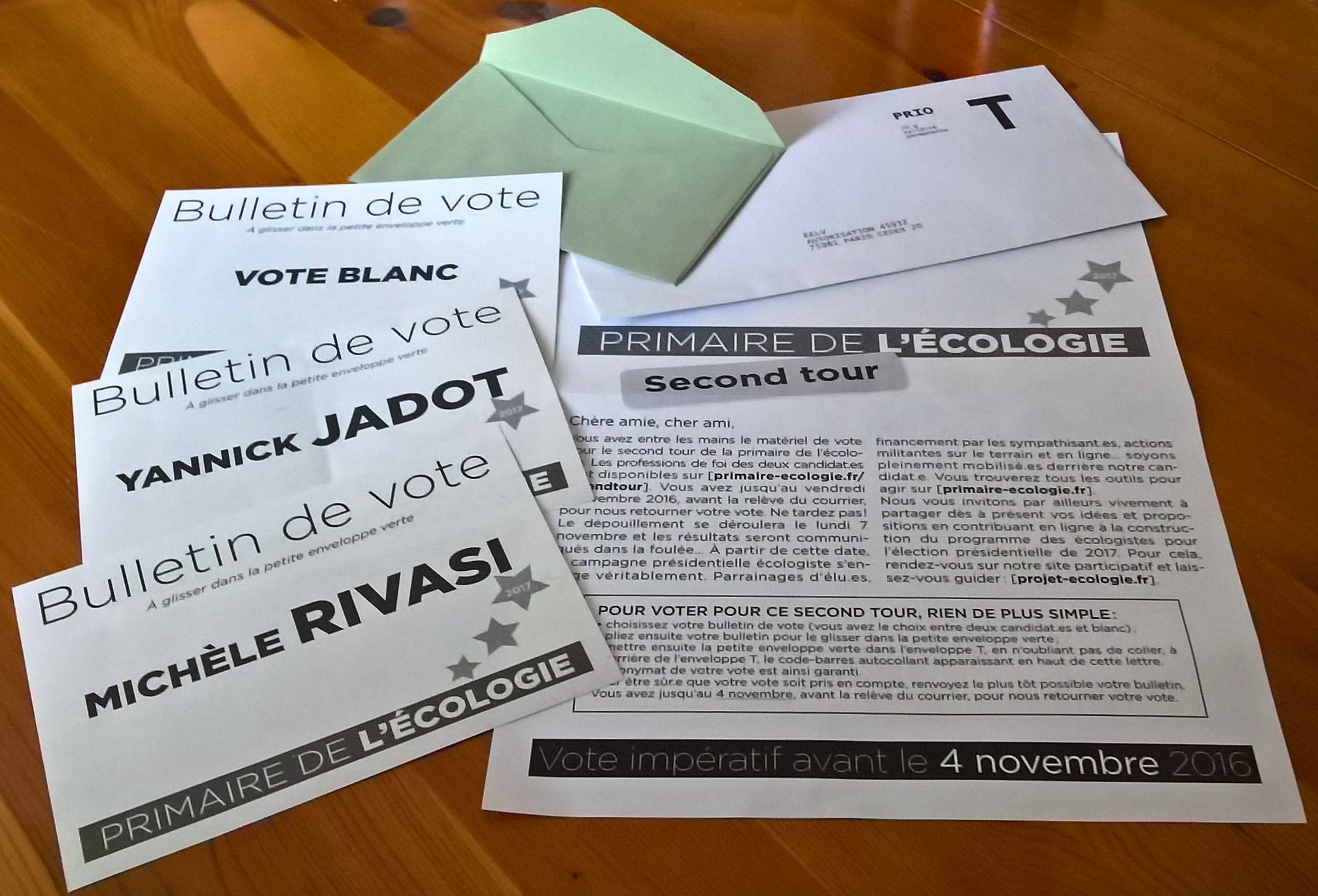
Matériel de vote pour le second tour.

Le corps électoral est arrêté le 1er octobre 2016 à minuit. Il est composé des :
- adhérents et coopérateurs 2016 ;
- adhérents 2016 en attente de validation ;
- inscrits au vote, à condition d'avoir au moins 16 ans au 1er octobre 2016, de résider en France ou d'être inscrits sur les listes électorales françaises pour les Français établis hors de France, et d'avoir payé une participation de 5 €.

Le corps électoral est ainsi formé d'environ 16 000 personnes, soit deux fois moins que celui de la primaire de 2011.

## Programmes
Les principaux candidats défendent des programmes très proches et tentent essentiellement de se distinguer sur leurs images respectives,.
Le programme des écologistes pour la présidentielle de 2017 est élaboré selon les principes de la démocratie ouverte. Une plateforme est mise en place afin de recueillir les contributions des participants à cette primaire.

### Revenu de base
Les quatre candidats sont pour l'instauration d'un revenu de base, mais font des choix différents au niveau du montant (de 500 à 1 000 euros) et des modalités de mise en place et de financement.

### Cannabis
Les quatre candidats sont pour la légalisation encadrée du cannabis.

### Écologie
Les quatre candidats se distinguent sur ce point central sur les priorités. Karima Delli souhaite « mettre en place un plan de sortie du diesel en cinq ans ». Cécile Duflot se fixe l'objectif d'atteindre 100 % d'énergies renouvelables en 2050 et explique que cela permettrai de créer « entre 800 000 et 900 000 emplois » et veut « inscrire l’urgence climatique dans la Constitution ». Yannick Jadot est sur une position similaire concernant l'énergie, il veut « sortir des énergies fossiles et se plonger avec enthousiasme dans les énergies d’avenir », mais ne fixe pas d'échéance et estime qu'il faut compter sur les PME pour atteindre cet objectif car selon lui « ce n’est pas avec les grandes entreprises qu’on combattra le changement climatique ». Enfin, Michèle Rivasi a pour priorité de fermer l'ensemble des centrales nucléaires du pays, à commencer par celle de Fessenheim.

### Institutions
Les quatre candidats proposent l'écriture d'une nouvelle constitution. Cécile Duflot propose le septennat unique (non renouvelable) pour le président de la République. Karima Delli propose de réduire le nombre de députés (de 577 à 400) et souhaite substituer le poste de Premier ministre par un vice-président aux affaires européennes. Yannick Jadot et Michèle Rivasi proposent d'avoir un parlement élu à la proportionnelle.

### Sécurité et défense
Cécile Duflot, Karima Delli et Yannick Jadot s'accordent sur le fait que l'organisation État islamique « s’appuie sur les fractures de la société française ». Yannick Jadot souhaite revoir la politique étrangère de la France. Il souhaite aussi, tout comme Karima Delli, améliorer la coopération européenne dans la lutte contre le terrorisme. Il partage avec Cécile Duflot le souhait de réformer les agences de renseignement et l'augmentation des moyens humains.
De son côté Michèle Rivasi souhaite qu'on fasse apprendre à l'école « la Déclaration des droits de l’homme et du citoyen, plutôt que d’enseigner La Marseillaise ».

### Union avec le Parti socialiste
Si Karima Delli et Michèle Rivasi s'opposent fermement à tout accord avec le Parti socialiste (PS), Cécile Duflot et Yannick Jadot n'ont pas de position claire et préfèrent esquiver les questions à ce sujet. Toutefois, dès le début de la campagne du second tour, Yannick Jadot, analysant que Cécile Duflot a été sanctionnée au premier tour pour sa participation au gouvernement, affirme alors exclure tout accord avec le PS.
Ultérieurement, après la victoire de Benoît Hamon lors de la primaire citoyenne fin janvier 2017, Yannick Jadot se dit prêt à envisager un programme commun qui conduirait à un retrait de sa candidature au profit du candidat socialiste. Il appelle également Jean-Luc Mélenchon à un rassemblement des gauches.

## Débats

### Premier tour
Un premier débat télévisé est organisé le mardi 27 septembre sur la chaîne LCP-Public Sénat, en partenariat avec le journal Libération. Les quatre candidats à la primaire ont répondu à tour de rôle aux questions des journalistes. Le débat a duré 90 minutes et les trois thèmes principaux ont été l'économie, l'environnement et les institutions. 
Un deuxième débat télévisé est organisé le jeudi 8 octobre sur la chaîne BFM TV. Il était animé par Olivier Truchot et Ruth Elkrief et des journalistes du quotidien Libération,.

### Second tour
Un premier débat est réalisé entre les qualifiés pour le second tour, Michèle Rivasi et Yannick Jadot, le 27 octobre. D'une durée d'une heure, ce débat, diffusé en simultané sur la chaîne de télévision BFM TV et la radio RMC, s'est prolongé sur Facebook Live.
Un deuxième débat est organisé le 1er novembre, diffusé par la radio Europe 1.

## Sondages
Aucun sondage sur cette primaire écologiste n’a été publié.

## Résultats
| Candidats      | Candidats     | Premier tour | Premier tour | Second tour | Second tour |
| Candidats      | Candidats     | Voix         | %            | Voix        | %           |
| -------------- | ------------- | ------------ | ------------ | ----------- | ----------- |
|                | Yannick Jadot | 4 395        | 35,61        | 7 430       | 54,25       |
| Michèle Rivasi | 3 723         | 30,16        | 5 513        | 45,75       |             |
| Cécile Duflot  | 3 013         | 24,41        |              |             |             |
| Karima Delli   | 1 212         | 9,82         |              |             |             |
|                |               |              |              |             |             |
| Inscrits       | Inscrits      | 17 146       | 100,00       | 17 146      | 100,00      |
| Participation  | Participation | 12 582       | 73,38        | 13 940      | 80,76       |
| Exprimés       | Exprimés      | 12 343       | 98,10        | 13 348      | 95,75       |
| Blancs         | Blancs        | 174          | 1,38         | 495         | 3,66        |
| Nuls           | Nuls          | 65           | 0,82         | 182         | 1,35        |

### Soutien des candidates éliminées au premier tour
Cécile Duflot ne se prononce pas en vue du second tour. Karima Delli apporte son soutien à Yannick Jadot.

## Consultations en 2017

### Consultation sur l'ouverture d'un dialogue avec Benoit Hamon et Jean-Luc Mélenchon
Du 16 au 18 février 2017, les inscrits de la primaire sont consultés avec cette question :
Le 2 février 2017, dans un esprit de recherche de convergences pour construire un projet écologiste commun, Yannick Jadot et David Cormand ont fait la déclaration ci-jointe. Nous prévoyons désormais d’ouvrir un dialogue avec Benoit Hamon, Jean-Luc Mélenchon et toutes celles et tous ceux qui se retrouveraient dans cette démarche.
Le mandat de base des discussions sera notre projet Bien Vivre, avec en priorité la clarification nécessaire sur :
- la transition énergétique et donc la sortie définitive du nucléaire, programmée, progressive et créatrice d’emploi ;
- une sixième république démocratisée, exemplaire, qui reconnaisse la participation citoyenne et généralise le scrutin proportionnel ;
- une refondation de l’Europe émancipée des lobbies, délivrée du dogme austéritaire, recentrée sur l’écologie, la solidarité et la démocratie.

Êtes-vous d’accord avec cette démarche ?
Oui - Non - Neutre
L'objectif étant de poursuivre ou non des négociations avec Benoît Hamon et Jean-Luc Mélenchon. Le 18 février au soir, les résultats sont publiés :
- sur 17 077 personnes ayant participé à la primaire écologiste, 10 155 votants se sont exprimés (participation de 59,47 %) ;
- "oui" : 89,70 % des voix ;
- "non" : 7,91 %
- 2,39 % de votes blancs.

Ce résultat entraîne une nouvelle consultation qui consiste à préciser ce que doit être la possible candidature commune Jadot-Hamon-Mélenchon.

### Consultation sur le désistement de Jadot et le soutien écologiste à Hamon
Le 23 février Yannick Jadot retire sa candidature à la présidentielle et soutient Benoît Hamon à la suite d'un accord électoral avec le PS (42 circonscriptions réservées aux écologistes dont 23 circonscriptions qui ont élu un député écologiste ou socialiste en 2012).
Du 24 au 26 février 2017, les participants à la primaire sont consultés au sujet de cet accord et ce soutien. La question posée est la suivante, :
« Souhaitez-vous que cette plateforme et l'accord électoral soient adoptés ? Oui - Non - Blanc »
Le 26 février 2017, EELV annonce les résultats :
| Choix         | Voix   | %      |
| ------------- | ------ | ------ |
| Oui           | 7 502  | 79,53  |
| Non           | 1 452  | 15,39  |
|               |        |        |
| Inscrits      | 17 077 | 100,00 |
| Participation | 9 433  | 55,24  |
| Blancs        | 479    | 5,08   |